# Plemena holubů

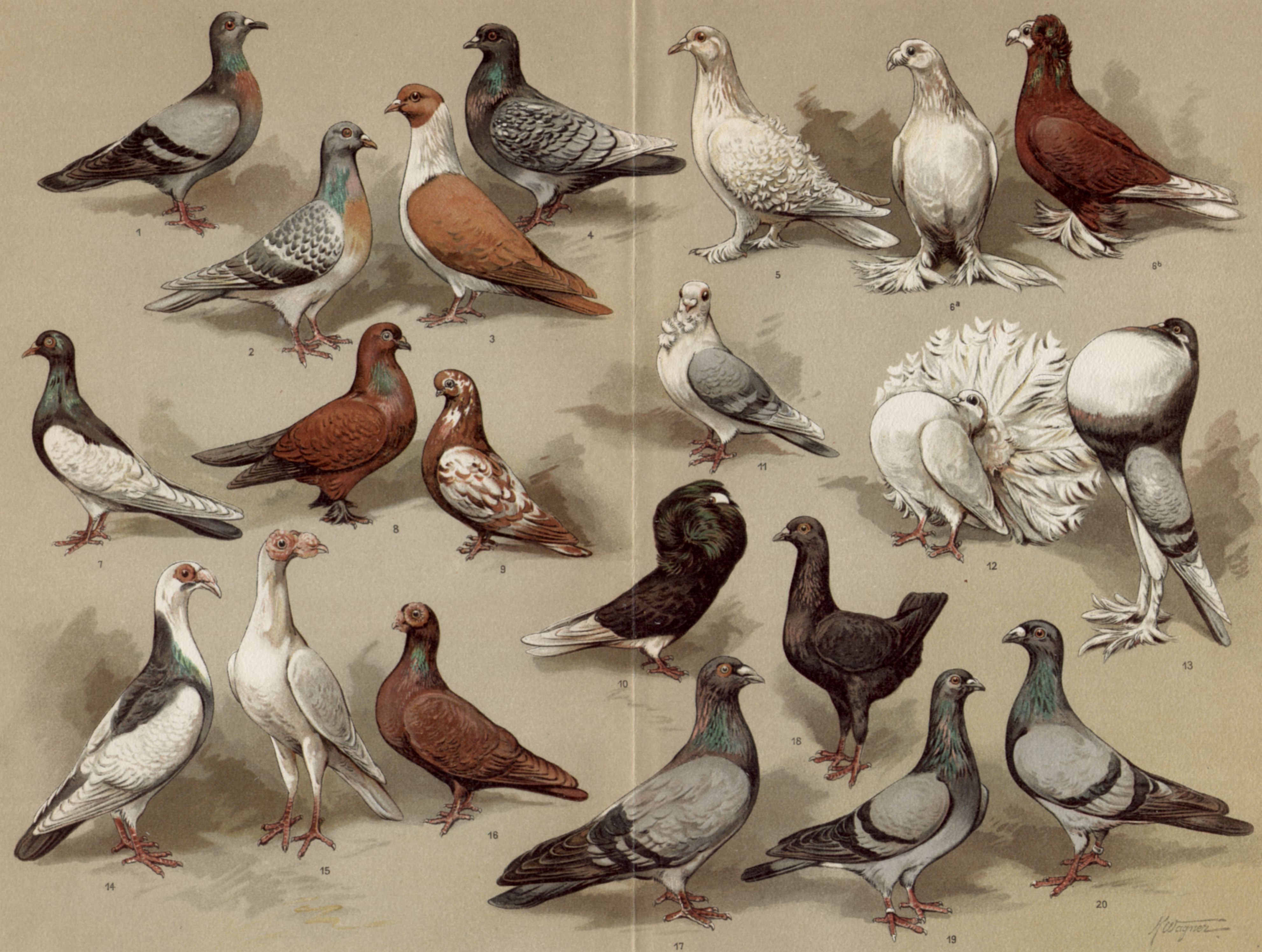
Kresba znázorňující různá plemena holuba domácího

Plemena holubů jsou populace holuba domácího stejného původu s charakteristickými vlastnostmi a znaky. Během domestikace se umělým výběrem posílily jednotlivé žádoucí vlastnosti zvířat a v současnosti se od sebe chovaná plemena více či méně výrazně odlišují. U jednotlivých plemen holuba domácího se značně liší tělesné proporce, hmotnost i vzhled a mezi plemenné znaky patří kromě tělesných tvarů či barvy opeření i odchylky ve způsobu letu či v hlasových projevech ptáků. V současnosti existuje na celém světě 500–2000 různých plemen holubů.
Nemálo plemen holubů bylo vyšlechtěno i na území Česka, mezi česká národní plemena holubů patří benešovský holub, brněnský voláč, česká bagdeta, česká čejka, česká lyska, český bublák, český holub, český rejdič, český stavák, český voláč, hanácký voláč, moravská bagdeta, moravský bělohlávek, moravský morák, moravský pštros, moravský voláč, ostravská bagdeta, prácheňský káník, pražský rejdič krátkozobý a středozobý, rakovnický kotrlák, slezský barevnohlávek a slezský voláč. Chovatelé holubů v České republice jsou organizovaní v Českém svazu chovatelů poštovních holubů, tato organizace je zastřešená Českým svazem chovatelů.
Stejně jako ostatní plemena domácích zvířat lze i plemena holubů dělit podle řady hledisek. Jednotlivá plemena se zařazují do plemenných skupin podle výrazných znaků exteriéru zvířat, dále se plemena holubů dají třídit podle jednotlivých chovatelských směrů či podle užitkovosti.

## Původ holuba domácího
Holub domácí je zvíře monofyletického původu, to znamená, že původ všech plemen holubů je odvozen od jediného divokého předka, kterým je holub skalní. K domestikaci došlo zhruba před 6000 lety na území Mezopotámie, odkud se holub dostal do Egypta a později se jeho chov rozšířil i do dalších zemí.

## Chovatelské směry v chovu holubů
Důvody k chovu holubů jsou různé a předpokládaný užitek z chovu dal vzniknout různým chovatelským směrům. Díky dlouhodobé selekci jsou některá plemena vhodně přizpůsobená k určitému účelu a k jiným už se příliš nehodí.

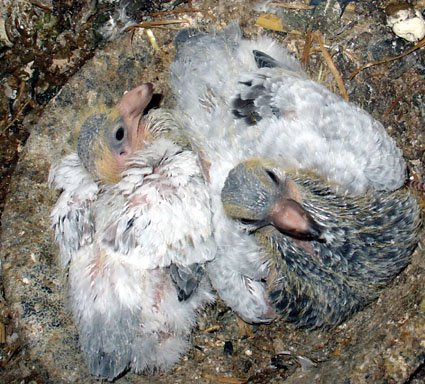
Holoubata v hnízdě

Užitkový chovatelský směr sleduje produkci holubího masa, hlavně v podobě jatečných holoubat. Extenzivní užitkový chov holubů je původním využitím tohoto domácího zvířete. Ptáci hnízdí v blízkosti člověka v jednoduchých holubnících, v zimě a během odchovu holoubat jsou přikrmováni, jinak ptáci tzv. polaří, sami si hledají potravu v polích. Pro tento způsob chovu se hodí plemena nenáročná, s dobrou schopností letu, která si zachovala vlastnosti původního holuba skalního. Pro extenzivní užitkový způsob chovu se hodí ledňák, norimberský skřivan, bezrousá čejka, kněz, špaček, hýl, slezský barevnohlávek, mnich nebo poštovní holub.
Cílem intenzivního užitkového chovu je především produkce jatečných holoubat pro prodej do tržní sítě. Holubi jsou chováni ve voliérách či klecích. Plemena pro intenzivní chov jsou velkého tělesného rámce, dospělí ptáci dosahují hmotnosti až jeden kilogram a téměř nelétají. Jsou velice plodní, jeden chovný pár za rok odchová 18–20 holoubat. Tito vysoce užitkoví holubi patří do plemen karnó, mondén, gigant, king či texan, dále se k tomuto způsobu chovu používají užitkoví kříženci.
Kombinovaný chov užitkovo-okrasný je ve Střední Evropě nejrozšířenějším chovatelským směrem chovu holubů. Jedná se o chov ze záliby, který občas může chovateli přinést i užitek v podobě vykrmeného holouběte, v kuchyni se dají zpracovat i dospělí vyřazení holubi. Takto chovaná plemena stále nesou znaky užitkových holubů, ale mohou být nápadného zbarvení. Holubi mohou být větší než je tomu u plemen chovaných extenzivně pro užitek, ale nemají žádné extrémní znaky. K tomuto způsobu chovu jsou vhodní barevní holubi, polský rys, koburský skřivan, moravský pštros, benešovský holub, německý selský holub, bagdety i někteří voláči.
Okrasný chov je vyhraněný chovatelský směr, kdy je exteriér a výstavy holubů hlavním smyslem chovu. U některých plemen holubů bylo dosaženo extrémních znaků ať co se týče velikosti (holub říman, king, mondén), tvaru těla či hlavy, jako u výstavních holubů, bradavičnatých výrůstků na hlavě či u pernatých ozdob strukturových holubů.

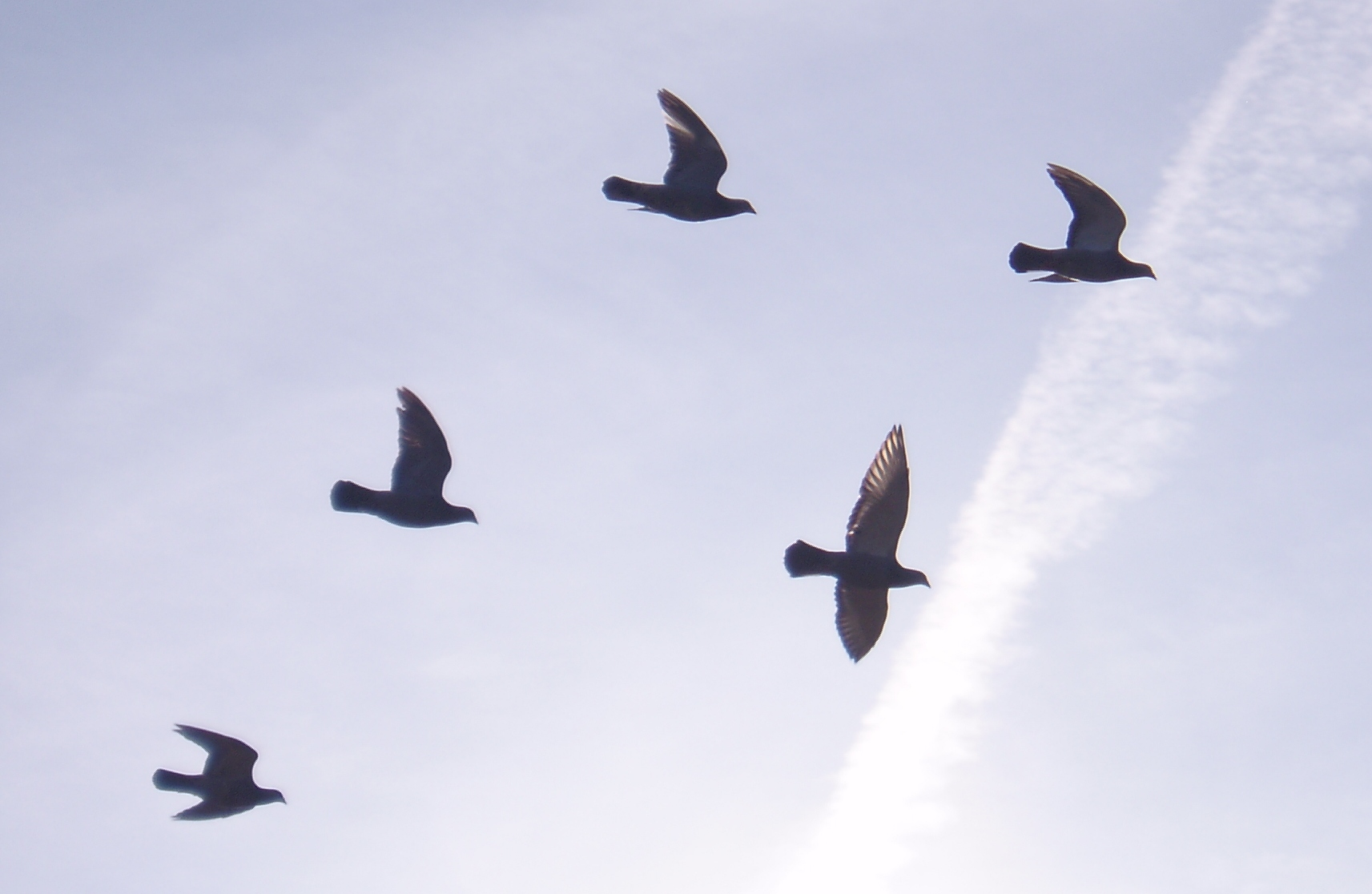
Poštovní holubi v letu

Posledním chovatelským směrem je chov holubů sportovní, zaměřený na jejich letové či orientační schopnosti. V minulosti se holubi používali k přenášení zpráv na dlouhé vzdálenosti holubí poštou. Původní poštovní holub nebylo žádné konkrétní plemeno, ale prostě jedinci s požadovanými vlastnostmi, ze kterých se později vyvinula plemena jako je dragoun, kariér a někteří rackové. Současný poštovní holub je plemeno poměrně mladé, vycházející z již zmiňovaných plemen a chovaný pro sportovní účely.
Kromě dálkového letu se u holubů cení i akrobatický let a let vytrvalostní. Akrobatický let je vlastní stavákům, rolerům, kotrláčům či tleskačům, kteří jsou schopní přemetů či kolmého letu, vytrvalostního letu jsou schopní vytrvalostní rejdiči, vysokoletci, kteří mohou nepřetržitě létat několik hodin. I let těchto holubů se hodnotí během soutěží.

## Skupiny plemen domácích holubů
Podle českého sborníku plemen holubů se plemena holubů dělí do osmi plemenných skupin podle výrazných znaků exteriéru a sportovního využití.

### Rejdiči

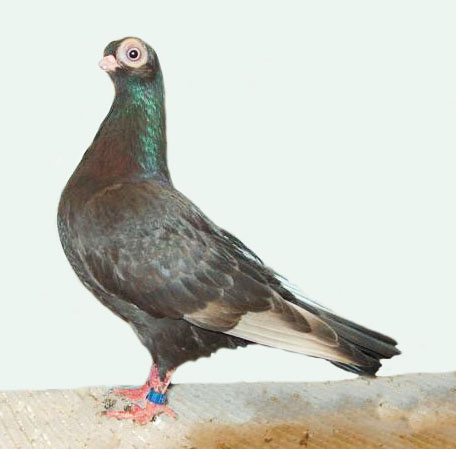
Budapešťský krátkozobý rejdič

Rejdiči jsou skupinou plemen, které mají společný zvláštní, akrobatický způsob letu, "vzdušný rej". Tento let vznikl ze svatebního letu holuba skalního, chovatelskou prací byl značně zvýrazněn a rozrůzněn do různých forem. Podle plemene rejdiči za letu provádějí prudké obraty či přemety či létají ve spirálách velmi vysoko. Obecně jsou rejdiči ptáci menšího tělesného rámce. Především střednězobá plemena se podobají holubu skalnímu a jsou využívaná ke sportovnímu chovu, někteří rejdiči jsou též chováni pouze pro okrasu ve voliérovém chovu.

### Rackové

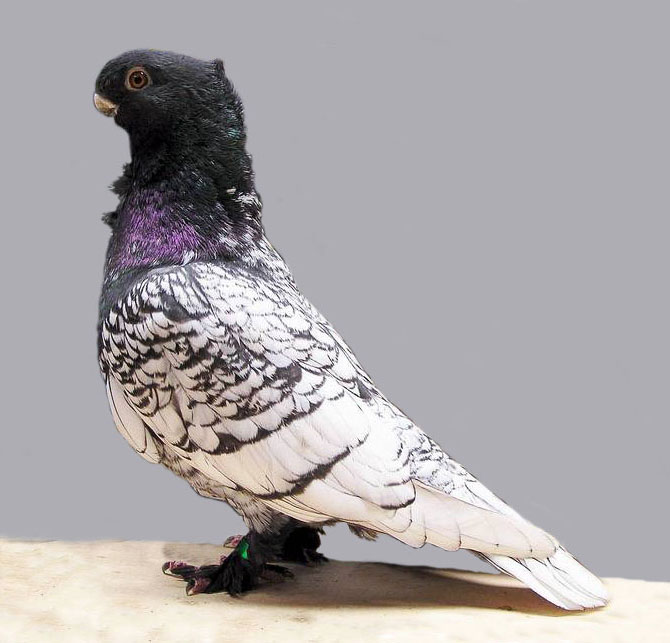
Orientální racek, blondineta černě šupinatá

Rackové jsou skupinou plemen pro které je typický tzv. jabot, náprsenka na hrudi a přední straně krku tvořená zkadeřeným peřím. Jedná se o exteriérově nejprošlechtěnější, nejcennější a chovatelsky nejnáročnější plemena holubů. Jsou to holubi malého tělesného rámce s relativně velkou, zaoblenou hlavou a velkýma očima, většina holubů racků má i lalůček, který vyplňuje hrdlo a hlava racka tak může být dokonale kulatá. Krátkozobí rackové se podobají krátkozobým rejdičům a mají jen velice krátký zobák. Dále se u racků vyskytují pernaté ozdoby, nejčastěji chocholky či rousy.

### Strukturoví holubi

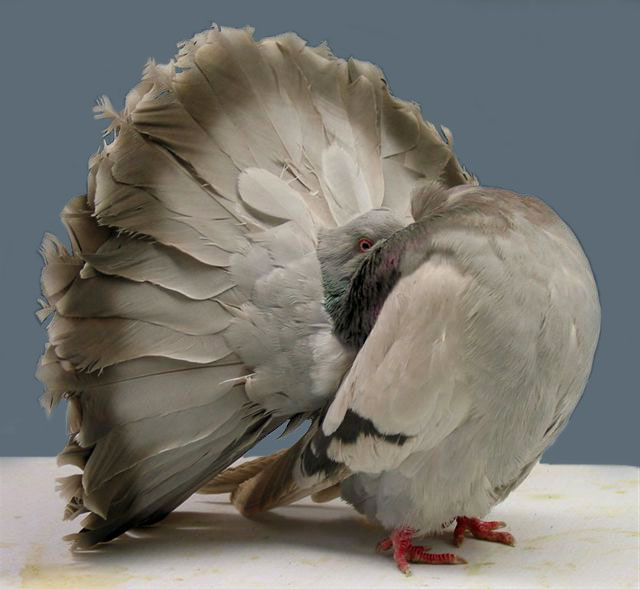
Holub pávík

Strukturoví holubi jsou nesourodou skupinou plemen různého původu, u kterých byly vyšlechtěny výrazné pernaté ozdoby. Jedná se výlučně o okrasné holuby.

### Barevní holubi

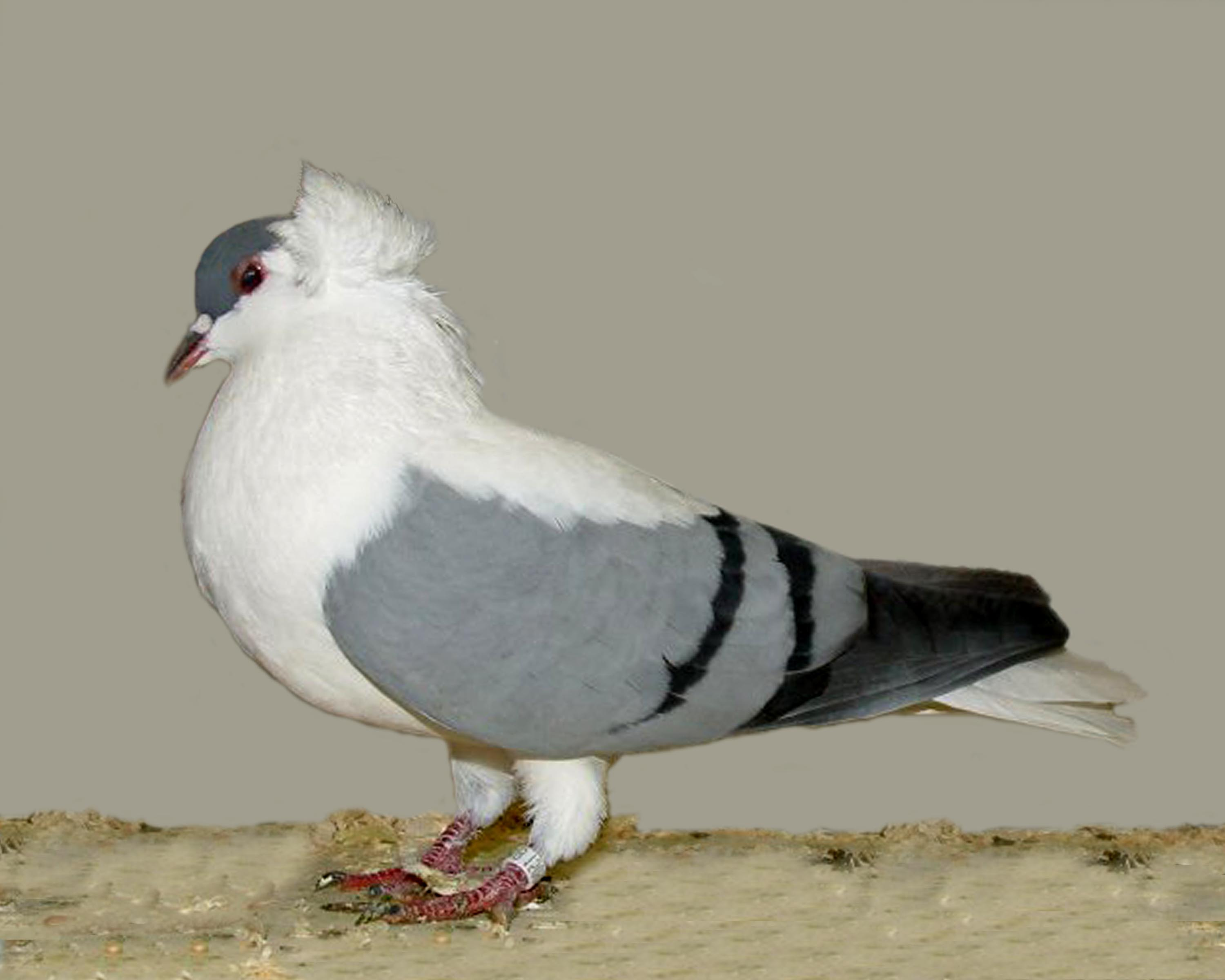
Durynský vlaštovák

Barevní holubi se tělesnými proporcemi a hmotností blíží holubu skalnímu. Liší se však zbarvením, u této skupiny plemen bylo vyšlechtěno největší množství různých barevných rázů a různých kreseb opeření. Dále se u těchto holubů často vyskytují pernaté ozdoby, chocholky i rousy. Jsou to zároveň plemena chovatelsky nenáročná a proto populární. Je u nich zachovaná schopnost letu, bezrousá plemena mohou i polařit, ptáci sami odchovávají holoubata.
Mezi barevné holuby patří i podskupina holubů bubláků, kteří se od ostatních plemen liší hlasovým projevem, bubláním.

### Užitkoví holubi

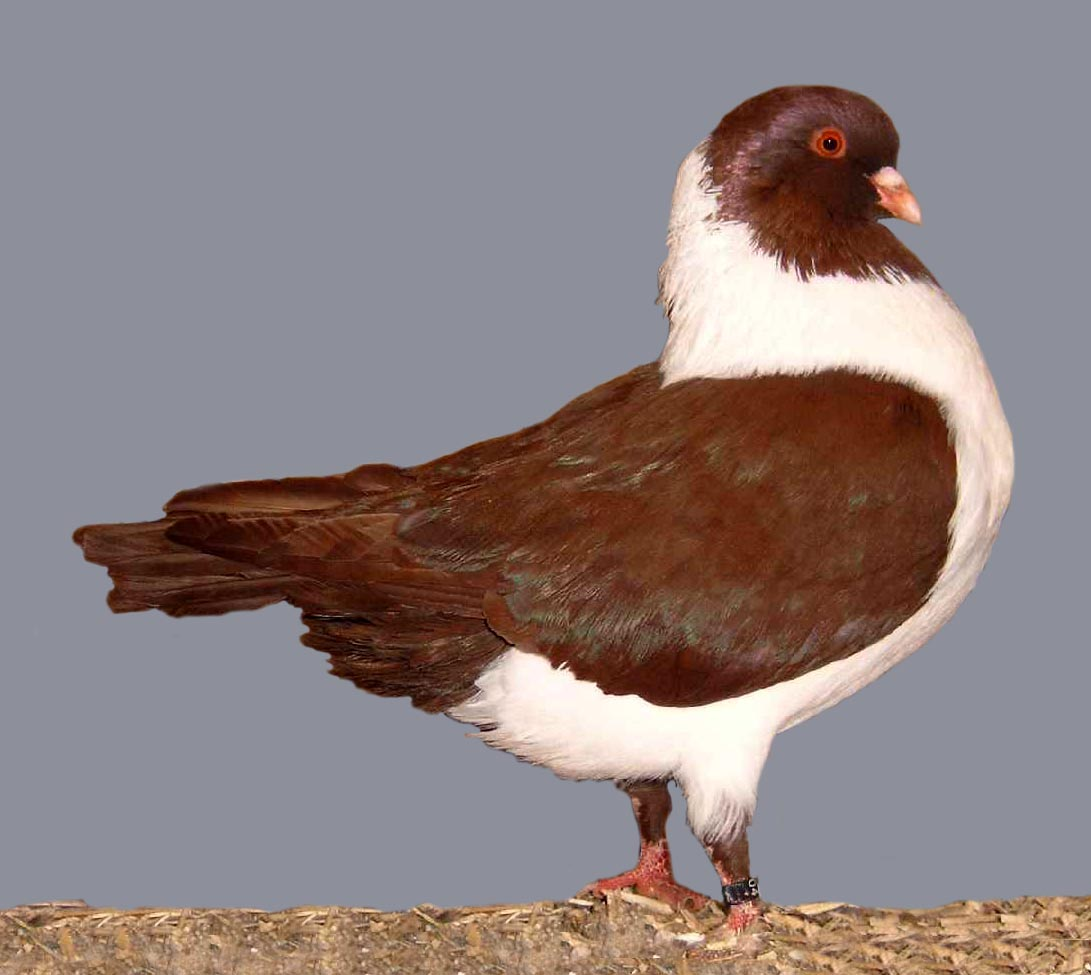
Moravský pštros červený

Užitkoví holubi, v zahraničí označovaní též jako holubi formy či holubi tvaru, je skupina plemen typických velkým tělesným vzrůstem při zachování tělesných proporcí holuba skalního. Původním motivem selekce na větší velikost byl větší užitek a některá plemena užitkových holubů jsou i v současnosti výrazně užitková plemena, u jiných převážil chov okrasný. Užitkoví holubi by měli být plodní, kvůli své velikosti však hůře létají a chovají se v klecích či voliérách.

### Slepičáci

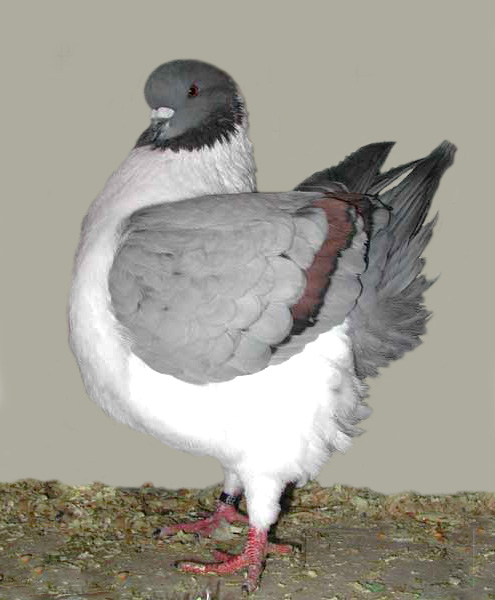
Modena

Slepičáci jsou skupinou plemen příbuzných užitkovým holubům: původní zaměření chovu bylo také užitkové, ale postupem času došlo ke zdůraznění hrudníku ptáků a tělo dostalo tvar podobný slepici. Ocas slepičáků bývá zvednutý až kolmě nesený a je relativně krátký. V současnosti jsou slepičáci výhradně okrasnými plemeny, u kterých jsou tělesné tvary prošlechtěny do zvláštních forem. Některá plemena slepičáků jsou i barevná.

### Bradavičnatí holubi

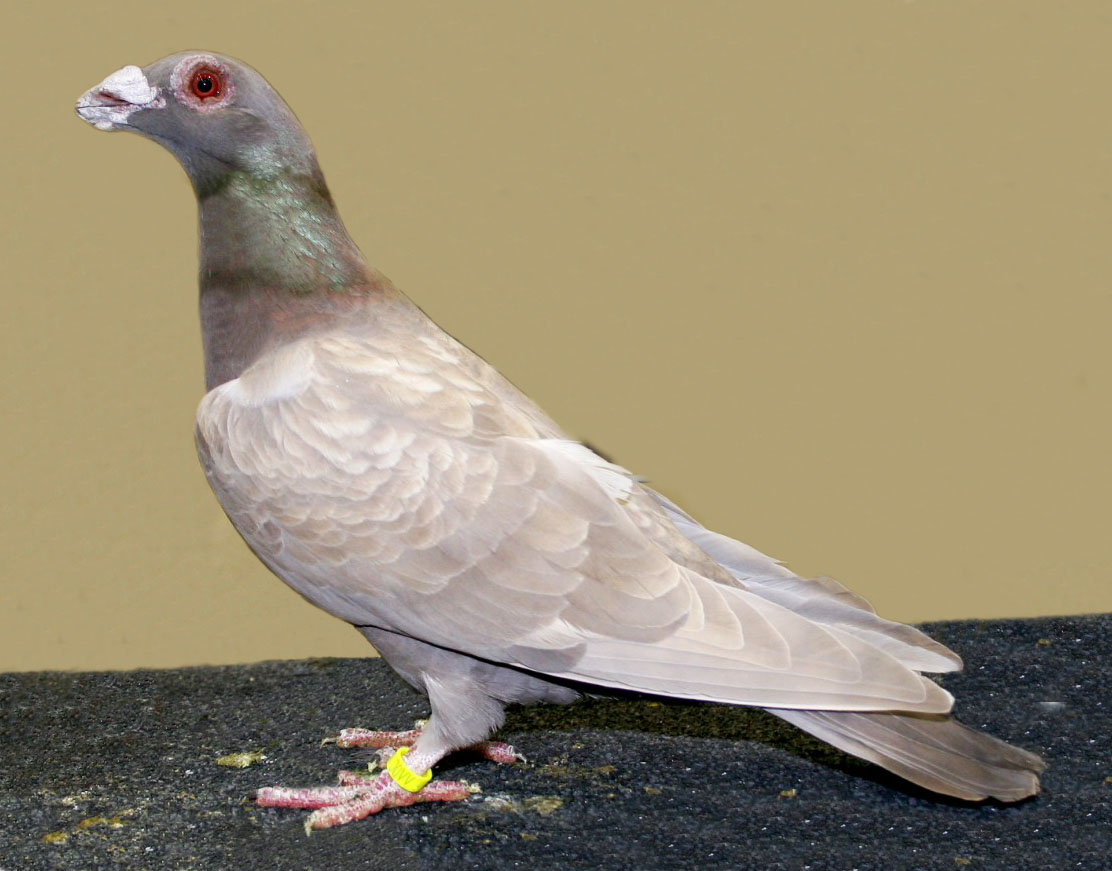
Dragoun

Původ bradavičnatých holubů je též v užitkovém zaměření chovu. V minulosti bylo ozobí holubů považováno za sídlo jejich orientačních schopností a rozvoj ozobí tudíž souvisel s využíváním holubů jako poštovních. I současný poštovní holub proto patří původem mezi bradavičnatá plemena.
Jsou to obecně holubi větší než holub skalní s výbornými letovými schopnostmi. Bývají plodní, jsou schopní polaření a hodí se i do extenzivních užitkových chovů. Některá plemena jsou prošlechtěná natolik, že jsou vhodná pouze k chovu okrasnému.

### Voláči

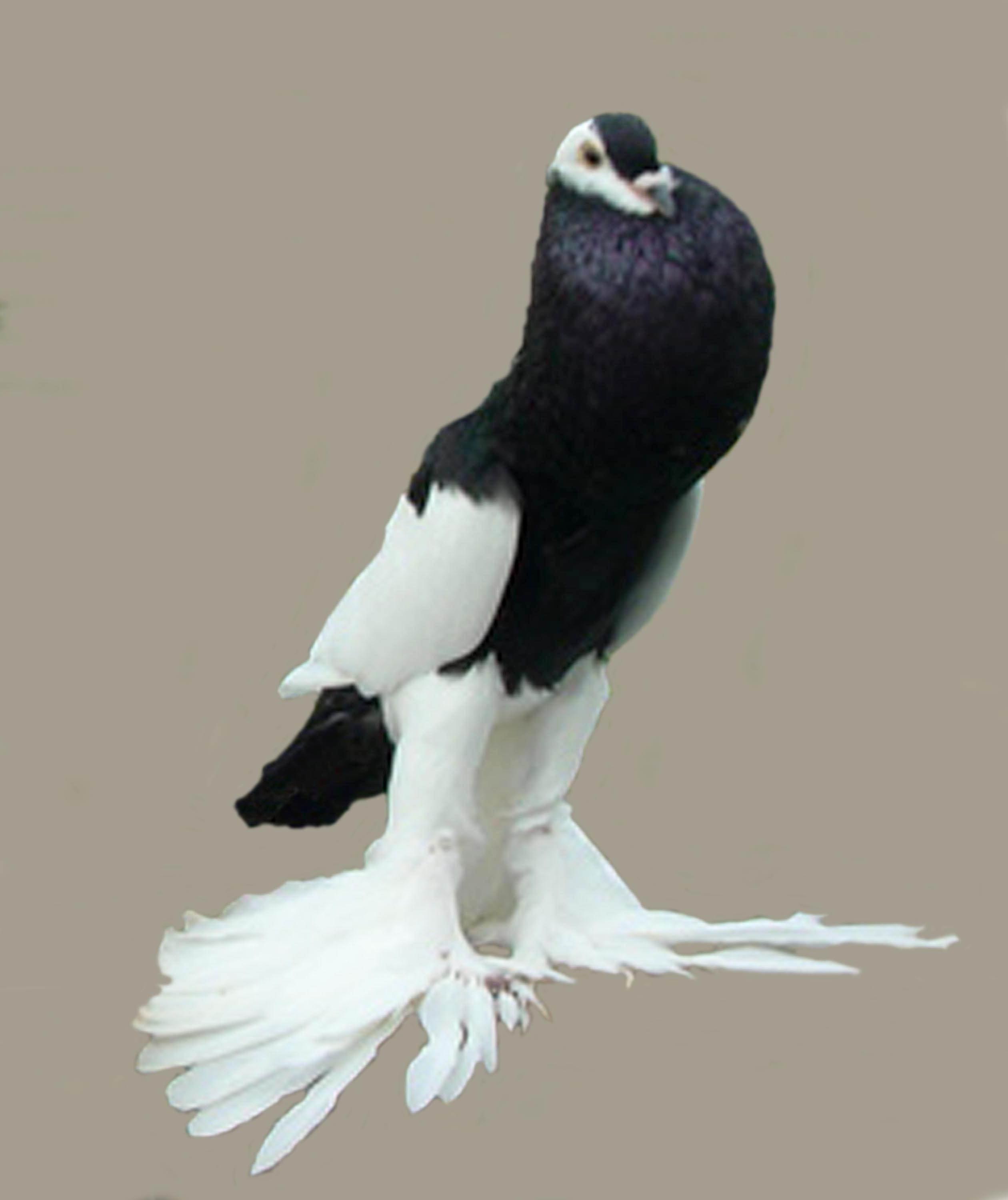
Voláč sedlatý rousný

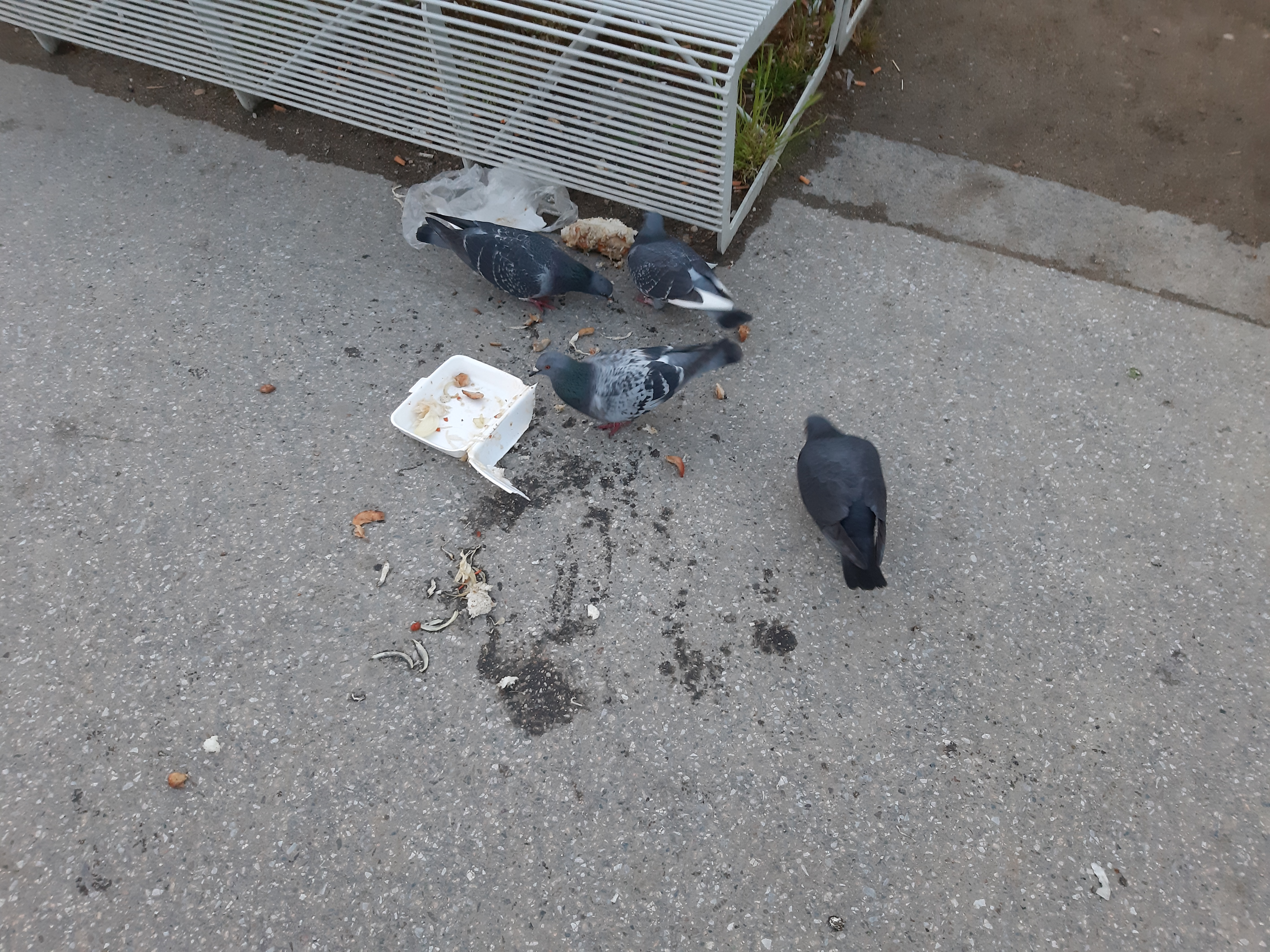
Holubové se adaptovali na život ve městě: zde se živí rozházenými zbytky pokrmu z krabičky.

Voláči jsou skupinou plemen vyznačující se volatostí, abnormálním nafouknutím volete vzduchem. Každý holub nafukuje vole spolykaným vzduchem při toku, u voláčů je toto chování zvýrazněné natolik, že vole je nafouknuté neustále a mnohem více, než u jakýcholiv jiných plemen holubů. Jednotlivá plemena voláčů se liší tvarem i velikostí volete a podle výšky nohou se dělí na několik podskupin: vysokonozí voláči jsou čistě okrasnými plemeny se vzpřímenou postavou, které jsou chovatelsky velmi náročná. Nízkonozí voláči jsou mohutní a patří mezi největší plemena holubů vůbec. Střední voláči si zachovávají užitkovost pro extenzivní chovy a jsou proto velmi rozšíření. Mezi střední voláče patří i staváci, kteří mají i zvláštní způsob letu.